# Xã Jackson, Quận Stark, Ohio
Xã Jackson (tiếng Anh: Jackson Township) là một xã thuộc quận Stark, tiểu bang Ohio, Hoa Kỳ. Năm 2010, dân số của xã này là 40.373 người.